# Boondox
Boondox, de son vrai nom David Hutto, né dans le Comté de Richmond, en Géorgie, est un rappeur américain. Son personnage est un épouvantail tueur. Son style s'inspire de ses origines sudistes mêlées à un univers horrorcore. Il est signé sur Psychopathic Records, le label d'Insane Clown Posse.

## Biographie

### Jeunesse
David Hutto est né dans le Comté de Richmond, en Géorgie, et a grandi à Covington. Son oncle essaie de le tuer en le lançant dans une piscine alors qu'il est âgé de deux ans,. Rejeté à l'école, Hutto se bat souvent et se drogue,. Il écoute des groupes de heavy metal comme Iron Maiden, Metallica et Sepultura. Il joue de la basse au sein de plusieurs groupes locaux de metal.

### Débuts et Psychopathic Records (2002–2011)
Hutto choisit de se lancer dans le hip-hop. Vers 2002, il devient membre du groupe Southern Hustlas Inc. sous le nom de Turncoat Dirty. Avec ce même pseudonyme, il poursuit une carrière solo, puis attire l'attention d'Insane Clown Posse tandis qu'il vend ses enregistrements à l'un de leurs concerts. Au bout de quelques semaines, il est signé au label Psychopathic Records, qui signe ainsi son premier artiste de Dirty South. Pendant six mois, ICP aide David Hutto à créer le personnage de Boondox,.
Le premier album de Boondox, The Harvest, est publié le 11 juillet 2006. Il est produit par Mike E. Clark, Boondox, Dr. Punch, Kuma ainsi que Fritz the Cat, et contient des featurings d'Insane Clown Posse, Twiztid, Blaze Ya Dead Homie et Axe Murder Boyz. Le clip du titre They Prayed With Snakes est réalisé par Violent J. Une tournée est organisée avec Blaze Ya Dead Homie pour promouvoir ce premier opus. Son deuxième album et EP, Punkinhed, est publié le 1er mai 2007, et produit par Akuma, Mike E. Clark, Boondox, Polar Bear, Tino Gross, Kuma et Fritz the Cat. Il contient des featurings de Violent J, un remix de Mike E. Clark de They Pray With Snakes, et un autre de DJ Clay de Seven. Ce deuxième opus atteint la 10e place des Billboard Top Heatseekers, et la 27e des Top Independent Albums.
La même année, en 2007, Boondox rejoint le supergroupe Psychopathic Rydas sous le nom de Yung Dirt. Ce groupe dénombre plusieurs artistes et groupes du label Psychopathic Records, comme Insane Clown Posse, Twiztid, Blaze Ya Dead Homie, Myzery, Anybody Killa, qui reprennent illégalement les musiques d'artistes de hip-hop pour y ajouter leurs paroles. Ils rappent sur le sous-label Label Joe and Joey Records. Un vidéoclip a été réalisé pour la chanson Duk Da Fuk Down issu de l'album homonyme.
Le 13 mai 2008 sort son troisième album, intitulé Krimson Creek composé par Mike E.Clark, Kuma, Boondox, Scott Summer, Violent J, Under Rated de Potluck, et Tino Gross. La post-production est gérée par Eric Davie et Dr. Punch. L'album contient peu de featurings, uniquement ICP, Twiztid, et Blaze Ya Dead Homie. Il atteint notamment la 113e place du Billboard 200. Son quatrième album, South of Hell, est publié le 11 mai 2010, et produit par Mike E. Clark. Pour la réalisation de l'album, Mike E. Clark et Bondox sont partis dans des bois appartenant à Mike E. Clark[Quoi ?]. Boondox et Mike E. Clark se sont ainsi isolés dans une cabine aménagée en studio d'enregistrement. L'album contient un featuring d'ICP. L'album contient également un documentaire intitulé Southern Bled réalisé par Paul Andresen sur la vie de David Hutto et la réalisation de l'album.
Le 30 janvier 2011, Boondox annonce sur Twitter la sortie d'un nouvel album à l'été 2012 intitulé Glock Therapy. Cet album devrait sortir sous son ancien alias de Turncoat Dirty.

### Projets et retour (depuis 2012)
Un projet musical nommé Psycho Psypher est annoncé par Violent J sur sa page Twitter en février 2011. Le Hatchet Herald du 1er avril 2011 son contenu du projet ; il s'agit de deux vidéos de Cypher, des freestyles avec des textes déjà préparés. Ces vidéos sont disponibles exclusivement sur iTunes. Psypher One Video est publiée le 5 avril, et regroupe les artistes Violent J, Jamie Madrox, Anybody Killa et Bootleg de The Dayton Family. Psypher Two Video est publiée le 19 avril 2011, et regroupe Shaggy 2 Dope, Monoxide Child, Blaze Ya Dead Homie, Boondox et Shoestring.
En 2012, Hutto annonce sur Twitter son départ de Psychopathic Records mais affirme partir en de bons termes. Le 19 octobre 2012, il annonce, toujours sur Twitter, que l'album sera finalement intitulé Jawja State of Mind avec un site Internet spécial et un premier single écoutable le soir d'Halloween. Pendant le séminaire du 10 août 2013, lors du Gathering of the Juggalos, Insane Clown Posse annonce le retour de Boondox au label Psychopathic Records. Le 13 mai 2014, Boondox publie un nouvel album intitulé Abaddon, qui atteint notamment la 147e place du Billboard 200. La même année, le supergroupe The Underground Avengers est annoncé et se compose de Boondox, Bukshot et Claas. Un EP intitulé sort pour l'édition 2014 du Gathering of the Juggalos.
En 2015 Boondox quitte Psychopathic Records pour signer au label Majik Ninja Entertainment.

## Discographie

### Albums studio
- 2005 : Dama Blanca

### Mixtape
- 2006 : Devilz Nite 2K6

### EPs
- 2007 : PunkinHed
- 2014 : The Wormwood Tour EP (uniquement disponible durant The Wormwood Tour)

### Chansons
- 2005 : Oh So Dirty (Turcoat Dirty)
- 2007 : My Van
- 2007 : Last Day Alive
- 2007 : Torn Possession
- 2007 : Hatchet Man
- 2008 : Off The Post
- 2008 : I Murder
- 2008 : Snake Bit
- 2008 : They Know
- 2008 : So Preventable
- 2008 : Another Love Song
- 2008 : Kept Grindin
- 2009 : Sleepstalker (Remix)
- 2009 : Let Me Hear You
- 2009 : Out Here (Remix)
- 2009 : Welcome To The Flames (South of Hell)
- 2010 : Catch Me If I Fall
- 2010 : Last Song Heard
- 2010 : Toast To The Fam (Remix)
- 2011 : Abandon
- 2013 : Devil's Night
- 2013 : Hell or Jail (Turcoat Dirty)

### Albums collaboratifs
- 2006 : The Harvest
- 2008 : Krimson Creek
- 2010 : South of Hell
- 2013 : Jawja State of Mind  (sous le nom de Turcoat Dirty)
- 2014 : Abaddon

### Clips
- 2006 : They Pray With Snakes (Boondox, The Harvest)
- 2006 : Red Mist (Boondox, The Harvest) : clip avec Twiztid, Boondox et Blaze Ya Dead Homie
- 2008 : Imbred Evil (Boondox, Krimson Creek)
- 2010 : We All Fall (Boondox, South of Hell)
- 2014 : Abaddon (Boondox, Abaddon)

### Apparitions dans des clips
- Raw Deal (The Juggalo Song) (2007) (Twiztid, Independents Day, 2007)
- Kept Grindin (2008) (DJ Clay, Let 'Em Bleed : The Mixxtape, Vol. 3, 2008) : Chanson avec les artistes de Psychopathic Records dont Twiztid et ICP.
- Psypher Two video (2011) (Psycho Psypher, 2011) : Shaggy 2 Dope d'ICP, Monoxide Child de Twiztid, Blaze Ya Dead Homie, Boondox et Shoestring de The Dayton Family.
- When I'm Clownin'  (Kuma remix) (2013) : ICP, Boondox et Danny Brown.
- 2013 : Jason Mask (Bukshot, Helter Skelter, 2013) : Bukshot.

## Filmographie
- 2010 : Big Money Rustlas : Une comédie qui est la suite de Big Money Hustlas (1999) qui se déroule dans le passé à l'époque du Far West, réalisé par Paul Andresen. Les invités sont nombreux (Twiztid, Jumpsteady, Anybody Killa, Jason Mewes, Mark Jury...). Boondox joue le Fantôme du village, The Ghost.